# Карл I Гогенцоллерн
Карл I Гогенцоллерн (нем. Karl I von Hohenzollern; 1516, Брюссель — 18 марта 1576, Замок Зигмаринген) — граф Гогенцоллерн (Цоллерн) (1525—1576). Имперский камергер и председатель надворного совета при императоре.

## Биография
Старший сын Эйтеля Фридриха III Гогенцоллерна (1494—1525), графа Цоллерна (1512—1525), и Иоганны фон Виттем (ум. 1544), дочери Филиппа, сеньора Берсела и Баутерсема.
В январе 1525 года после смерти своего отца Карл I Гогенцоллерн унаследовал титул графа Цоллерна.
Карл Гогенцоллерн был имперским камергером и председателем надворного совета. В 1534 году он получил во владение от императора Священной Римской империи Карла V Зигмаринген и Веринген в статусе имперских ленов.
В 1558 году после смерти своего бездетного двоюродного племянника Йобста Николая II (1514—1558), графа Хайгерлоха (1538—1558), Карл I Гогенцоллерн получил во владение графство Хайгерлох.
В 1576 году после смерти Карла I Гогенцоллерна его графство было разделено между его тремя сыновьями (Эйтелем Фридрихом, Карлом и Кристофом). Старший сын Эйтель Фридрих IV получил во владение Гехинген и стал родоначальником линии Гогенцоллерн-Гехинген, второй сын Карл II унаследовал замок Зигмаринген и стал основателем ветви Гогенцоллерн-Зигмаринген, а младший сын Кристоф получил во владение замок Хайгерлох и стал родоначальником линии Гогенцоллерн-Хайгерлох.

## Семья и дети
В 1537 году Карл Гогенцоллерн женился на Анне (1512—1579), дочери маркграфа Эрнста Баден-Дурлахского. Супруги имели детей:
- Ферфрид (1538—1556)
- Мария (1544—1611), муж Швайкхард фон Хельфенштайн (1539—1599), президент имперского камерального суда и имперский наместник Тироля
- Эйтель Фридрих IV (1545—1605), 1-й граф Гогенцоллерн-Гехинген (1576—1605)
- Карл II (1547—1606), 1-й граф Гогенцоллерн-Зигмаринген (1576—1606)
- Иоганна (1548—1604)
- Якоба Мария (1549—1578), жена Леонарда V Гарраха (1542—1597)
- Элеонора (1551—1598)
- Кристоф (1552—1592), 1-й граф Гогенцоллерн-Хайгерлох (1576—1592)
- Магдалена (1553—1571), монахиня в Хольце
- Иоахим (1554—1587), титулярный граф Гогенцоллерн
- Кунегунда (1558—1595), монахиня в аббатстве Инцигкофен